# Trite auricoma
Trite auricoma är en spindelart som beskrevs av Arthur Urquhart 1885 [1886. Trite auricoma ingår i släktet Trite och familjen hoppspindlar. Inga underarter finns listade i Catalogue of Life.